# Grădină botanică

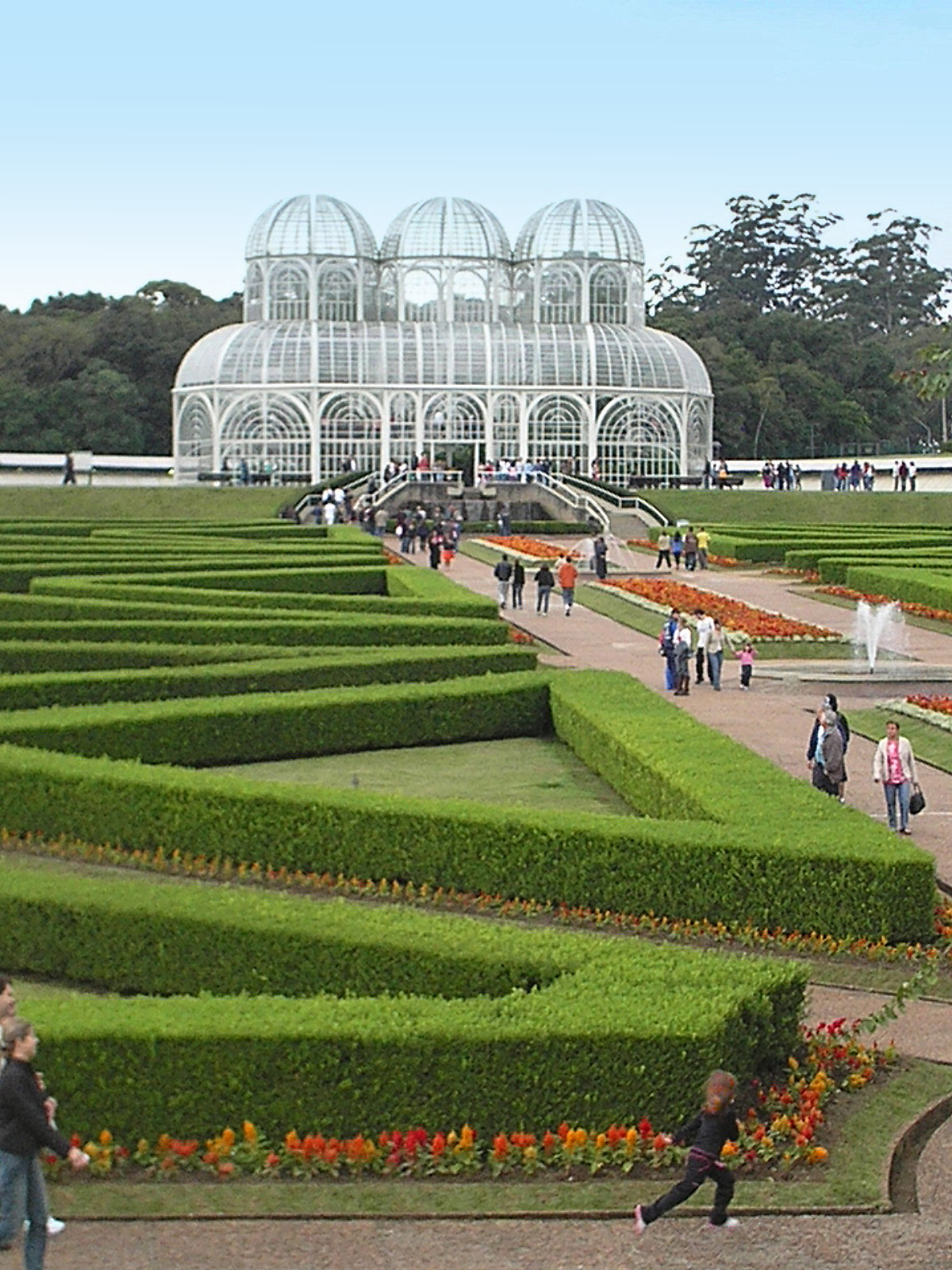
Grădina Botanică din Curitiba, Curitiba (Brazilia)

Grădinile botanice (în latină, hortus botanicus) cultivă și cresc o mare varietate de plante în principal pentru motive științifice, categorisire și documentare, dar și pentru plăcerea și educarea publicului larg, un considerent devenit esențial pentru asigurarea fondurilor publice. Două dintre elementele mai puțin cunoscute, dar foarte importante, ale unei grădini botanice sunt biblioteca și herbarul de plante uscate și documentate. Totuși, nu toate grădinile botanice sunt deschise tuturor vizitatorilor, așa cum este Chelsea Physic Garden.

## Cercetare
Începând cu sfârșitul secolului XVIII, grădinile botanice europene au început să facă expediții pentru colectarea de plante și publicarea florei din diferite părți ale lumii. Cercetări științifice ulterioare studiau modalitatea prin care aceste plante exotice s-ar putea adapta mediului local, modalitatea de clasificare a lor și modalitatea de înmulțire a speciilor rare sau amenințate cu dispariția. Grădina Botanică Regală, Kew, de lângă Londra, publică astfel de jurnale, cataloage și baze de date încă din acele timpuri.

## Istorie
Primele grădini botanice moderne au fost fondate în nordul Italiei, acestea având conexiuni cu universitățile:
- Pisa (1544) de Luca Ghini (1490-1556)
- Padova (1545)
- Florența (1545)
- Bologna (1567)

Alte orașe europene au continuat pe această cale:
- Leipzig, Germania (1580)
- Jena, Germania (1586)
- Leiden, Olanda (1590)
- Montpellier, Franța (1593)
- Heidelberg, Germania (1597)
- Tübingen, Germania de Leonhart Fuchs
- Copenhaga, Danemarca (1600)
- Uppsala, Suedia (1655)
- Hanovra, Germania (1666)

## În România
În România, prima grădină botanică a fost înființată la Iași, în 1856, de către Anastasie Fătu (Grădina Botanică din Iași). Alte grădini botanice principale în România au mai fost înființate la București (Grădina Botanică din București, 1860) și Cluj-Napoca (Grădina Botanică din Cluj-Napoca, 1920).
Grădini botanice se mai găsesc la:
- Arad: Grădina Botanică Macea a Universității de Vest "Vasile Goldiș" din Arad
- București: Grădina Botanică „Dimitrie Brândză” a Universității din București
- Cluj-Napoca: Grădina Botanică din Cluj-Napoca
- Craiova: Grădina Botanică a Universității din Craiova
- Galați: Grădina Botanică a Complexului Muzeal de Științele Naturii din Galați
- Iași: Grădina Botanică a Universității "Alexandru Ioan Cuza" din Iași
- Jibou: Grădina Botanică a Institutului de cercetări Biologice din Jibou
- Târgu Mureș: Grădina Botanică a Universității de Medicină și Farmacie din Târgu-Mureș
- Tulcea: Grădina Botanică a Palatului Copiilor din Tulcea

În fază de proiect se află:
- Constanța: Grădina Botanică a Universității "Ovidius" din Constanța
- Măcin, județul Tulcea: Grădina Botanică Măcin